# Бер Лејк (Пенсилванија)
Бер Лејк (енгл. Bear Lake) град је у америчкој савезној држави Пенсилванија.

## Демографија
По попису из 2010. године број становника је 164, што је 29 (-15,0%) становника мање него 2000. године.
| Група             | 2000.       | 2010.       |
| Белци             | 192 (99,5%) | 149 (90,9%) |
| Афроамериканци    | 0 (0,0%)    | 0 (0,0%)    |
| Азијати           | 0 (0,0%)    | 0 (0,0%)    |
| Хиспаноамериканци | 1 (0,5%)    | 13 (7,9%)   |
| Укупно            | 193         | 164         |